# Blandijn

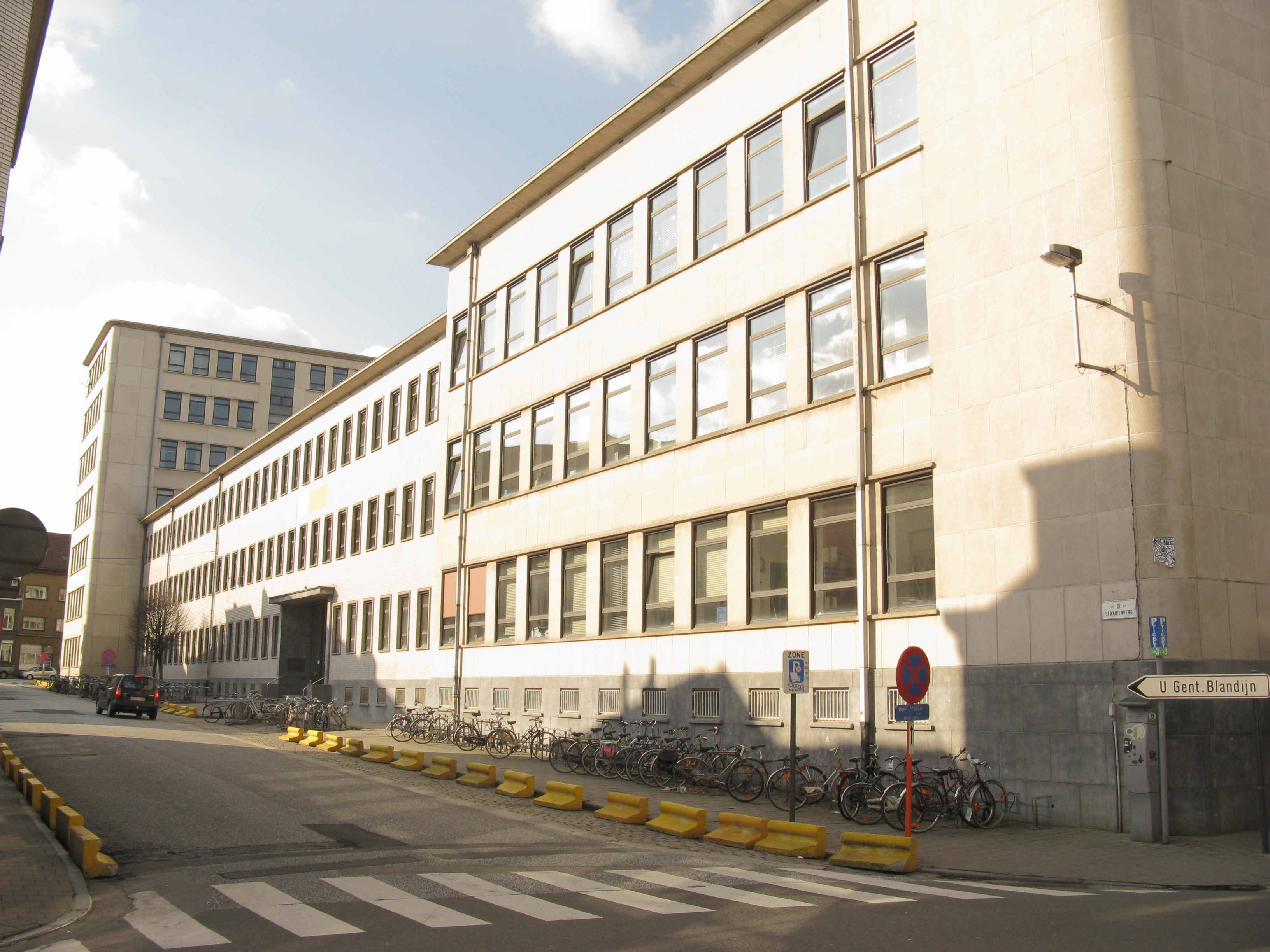
Zicht op de voorkant van de Blandijn vanuit de Sint-Pietersnieuwstraat

De Blandijnberg  of kortweg de Blandijn is een gebouwencomplex van de Universiteit Gent op de Blandijnberg, in de buurt van het Sint-Pietersplein in Gent. Sinds 1960 is de faculteit Letteren en Wijsbegeerte er gevestigd.
De universiteitsbibliotheek met haar modernistische Boekentoren, het Hoger Instituut voor Kunstgeschiedenis en Oudheidkunde (HIKO), de Sint-Hubertusvleugel en de eigenlijke Blandijngebouwen worden samen gezien als de Site Blandijn. Als dusdanig beslaat de Blandijn het blok tussen de straten Rozier, Sint-Pietersnieuwstraat, Blandijnberg en Sint-Hubertusstraat, met uitzondering van een reeks panden langs de Sint-Pietersnieuwstraat. In de directe omgeving van de Blandijn liggen veel andere universiteitsgebouwen, zoals het Instituut der Wetenschappen (beter bekend als de Plateau en Rozier), de Hoveniersberg en Tweekerken, de Therminal, het Technicum, studentenresto De Brug, het rectoraat, en het UFO.
Tot de voorzieningen voor studenten en personeel behoren een cafetaria, twee pc-knooppunten en verschillende vakgroepbibliotheken, die momenteel gecentraliseerd worden in de Rozier. In de Blandijn en het HIKO zijn acht auditoria met een gezamenlijk capaciteit van zo'n 1830 plaatsen. De faculteit Letteren en Wijsbegeerte maakt ook gebruik van enkele auditoria in het Rozier-gebouw. Het auditorium E, dat 600 zitplaatsen heeft, was bij de bouw van de Blandijn het grootste auditorium van de universiteit.

## Geschiedenis
Voor de bouw van de nieuwe Gentse Universiteitsbibliotheek, de Boekentoren, was er op die locatie een grote arbeiderswijk, het "De Vreesebeluik" of de "Cité Ouvrière". In 1919-1920 werd beslist om de wijk op de Blandijnberg te onteigenen voor de bouw van nieuwe universiteitsgebouwen. In 1936 begon de langzame bouw van het eerste onderdeel, de universiteitsbibliotheek en het HIKO.

### Ontwerp en bouw

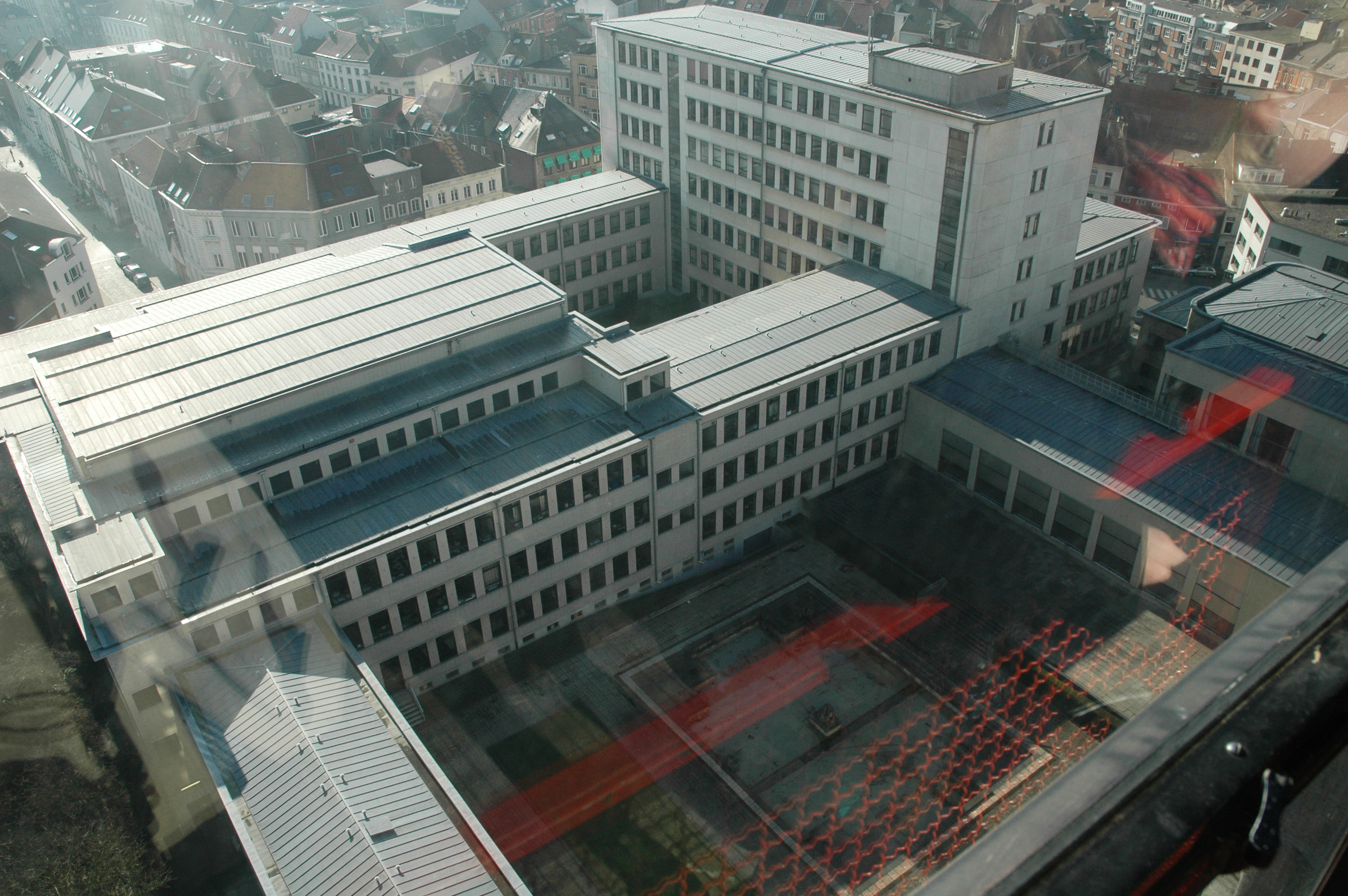
De Blandijn vanop de belvédère van de Boekentoren. Links is het centrale blok dat als eerste werd opgeleverd. De hoge vleugel rechts huisvest lokalen voor professoren en assistenten van de verschillende vakgroepen. De langwerpige zaal centraal-rechts is het PC-knooppunt Sint-Hubertus.

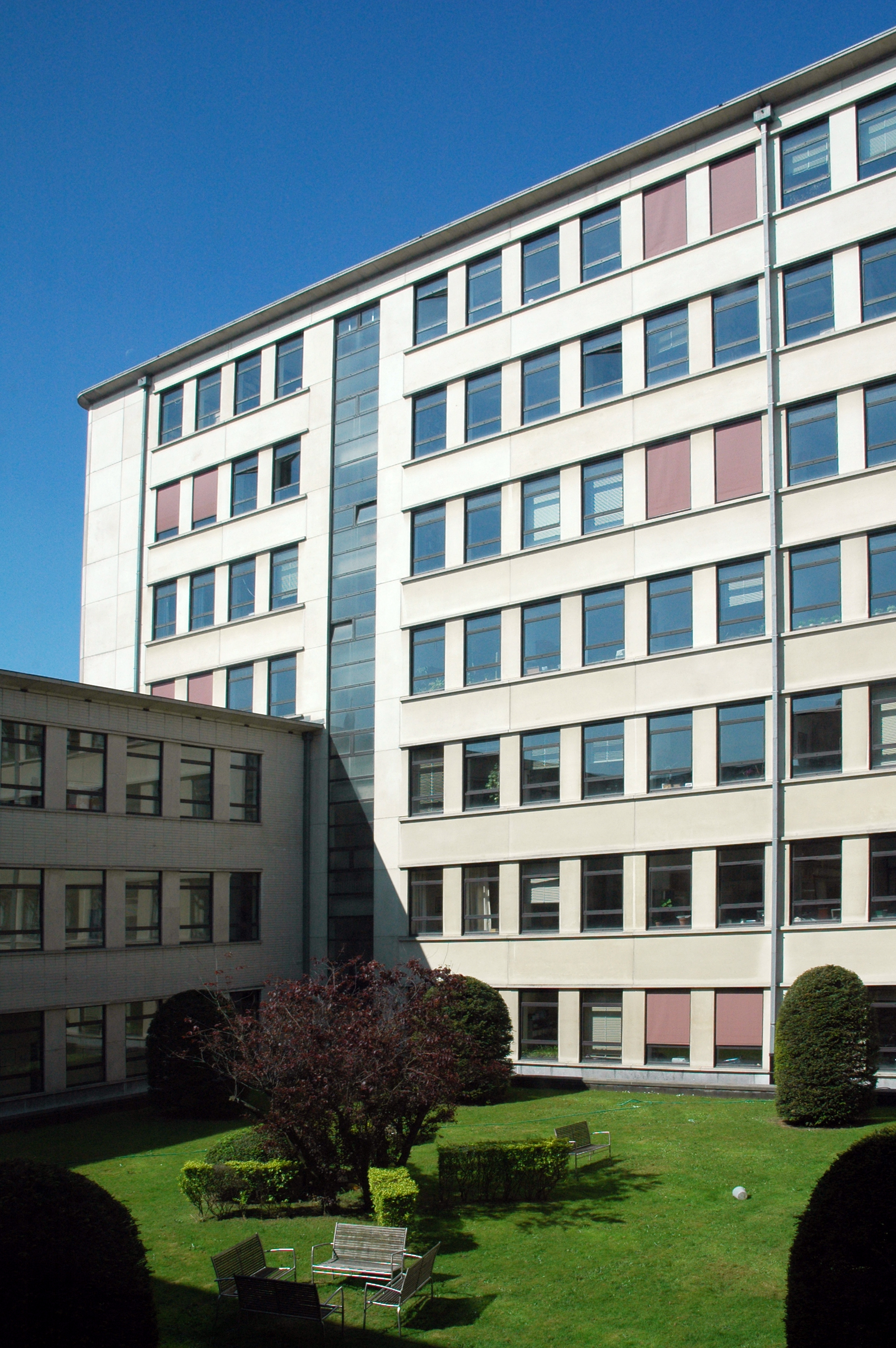
De vleugel langs de Sint-Amandstraat en de binnentuin gezien vanuit het hoofdblok.

Al in 1933 vroeg rector August Vermeylen aan de architect Henry Van de Velde om op de top van de Blandijnberg twee nieuwe gebouwen te ontwerpen aanpalend aan de geplande universiteitsbibliotheek en het HIKO. Van de Velde paste zijn ontwerpen verschillende keren aan naar de aanwijzingen van zijn opdrachtgevers, maar de universiteit gaf geen definitieve goedkeurig zolang de Boekentoren en het HIKO niet voltooid waren, vermoedelijk omdat de overheden afgeschrikt waren door de hoge prijsraming van het nieuwe project. De plannen veranderden na de Tweede Wereldoorlog wanneer de universiteit besliste dat het de faculteit Letteren en Wijsbegeerte, en niet de instituten farmacie en dierkunde, wou onderbrengen in de toekomstige Blandijngebouwen. De faculteit Letteren en Wijsbegeerte leed al sinds het begin van de jaren 30 aan een groot plaatsgebrek. Voor de bouw van de Blandijn was de faculteit in het complex tussen de Volderstraat, de Universiteitsstraat en de Korte Meer gevestigd.
Van de Velde en zijn assistent Eugène Delatte pasten de plannen nogmaals aan, maar het project liep opnieuw vertraging op door administratieve problemen. Wanneer de bouwplannen in 1954 tot in detail uitgewerkt waren, paste de universiteit haar wensen opnieuw aan. Zo moest het nieuwe rectoraat geïntegreerd worden in het complex en moesten er een parking en kelder onder het gebouw zijn. De 91-jarige Van de Velde trok zich uiteindelijk terug uit het project en gaf Delatte zijn zegen om de herwerkingen uit te tekenen.
Wanneer er in 1957 kredieten vrijkwamen, kon de bouw van het gebouwencomplex naar de plannen van Delatte snel beginnen. In een eerste fase werd vanwege de dringende nood aan leszalen, het centrale blok met de grote auditoria gerealiseerd. Het blok telt drie bovengrondse verdiepingen en is opgetrokken in geglazuurde kleitegels. De eerste fase werd op 12 december 1960 officieel in gebruik genomen door de faculteit Letteren en Wijsbegeerte. In 1960 begon de bouw van de vleugel aan de Sint-Amandsstraat. Die telt zeven verdiepingen met lokalen voor professoren, assistenten en vakgroepbibliotheken.
Het uiteindelijke ontwerp van de Blandijngebouwen wijkt sterk af van de plannen van Van de Velde. Er zijn nog enkele reminiscenties aan de architectuur van de universiteitsbibliotheek, zoals de afgeronde hoeken, de overluifelde ingang, het vierkantige grasperk met uitgespaarde hoeken en de bekleding van een gedeelte van de buitengevels met platen in een kwartsagglomeraat, dat vrij goed aansluit bij de betonnen gevelbekleding van de Boekentoren. De binnentuin tussen de bibliotheek en de Blandijngebouwen komt wel redelijk goed overeen met de plannen van Van de Velde. In de grote hal van de universiteitsbibliotheek staat momenteel een plaasteren maquette uit 1934 waarop (een versie van) de oorspronkelijke bouwplannen te zien is.

### Studentenprotesten
De Blandijn verving de "oude universiteit" in de Volderstraat snel als het "studentikoze middelpunt van de universiteit". De Blandijn ontwikkelde zich eind jaren 60 bovendien tot het centrum voor een reeks studentenprotesten. De centrale ligging en de aanwezigheid van grote auditoria voor lezingen maakten het gebouw tot een ideale uitvalsbasis. Bovendien staat de faculteit Letteren en Wijsbegeerte historisch bekend als een van de meer geëngageerde faculteiten. In navolging van studentenprotesten van mei 1968, brak op 13 maart 1969 in Gent een studentenprotest uit tegen het rectoraat van Jean-Jacques Bouckaert, omdat die het verboden had illustraties te tonen op een lezing over pornografie. Dat verbod lokte protest uit, dat op zijn beurt hard onderdrukt werd. De studenten riepen de Blandijn toen uit tot het "Studentoraat". Er werden pamfletten en muurkranten gedrukt, volksvergaderingen gehouden en informatietochten georganiseerd. Op 21 maart 1969 maakt de Rijkswacht een einde aan de protestbeweging.
Hoewel de concrete doelen (het "vijfpuntenprogramma") van het studentenprotest niet gerealiseerd werden, had het conflict van 1969 wel een impact op de universiteit. Zo kregen de studenten bij wet inspraak in verschillende bestuursorganen en raden. Ook werd er verder geïnvesteerd in sociale voorzieningen.
In de daaropvolgende jaren waren er nog protesten op de Blandijn, maar nooit meer zo hevig als in 1969. In de jaren 70 en 80 kwamen de studenten op straat uit protest tegen de Belgische bezuinigingspolitiek. Het protest van 1978-1979 tegen de verhoging van het inschrijvingsgeld was het hevigst. De protesten escaleerden in maart en april 1979, waarop er een strijd volgde tussen de politie en de opstandige studenten. Uiteindelijk viel de strijd stil nadat de regering was gevallen, maar ook door de naderende examens en nadat professor Etienne Vermeersch de studenten had opgeroepen om zich geweldloos over te geven aan de politie. Het inschrijvingsgeld werd na afloop van de protesten wel degelijk verhoogd. De kosten aan de zwaar gehavende Blandijn, echter, waren hoger dan de inkomsten van het verhoogde studiegeld.
In de jaren 1990 werd de gevel van de Blandijn opgefrist. Sinds de jaren 70 zijn er geen grote studentenprotesten meer geweest rond de Blandijn. Op 7 oktober 2008 vond er echter nog een incident plaats. Naar aanleiding van een debat georganiseerd door de Vlaams-nationalistische studentenvereniging NSV, waarop Filip Dewinter aanwezig zou zijn, was er protest van linkse studentenbewegingen op de Blandijn. De brandweer, de politie en rector Paul Van Cauwenberge moesten tussenbeide komen.
Van dinsdag 2 mei 2023 tot vrijdag 5 mei bezetten studenten van End Fossil Gent het Blandijngebouw met eis om een bindend en ambitieus klimaatplan op te stellen

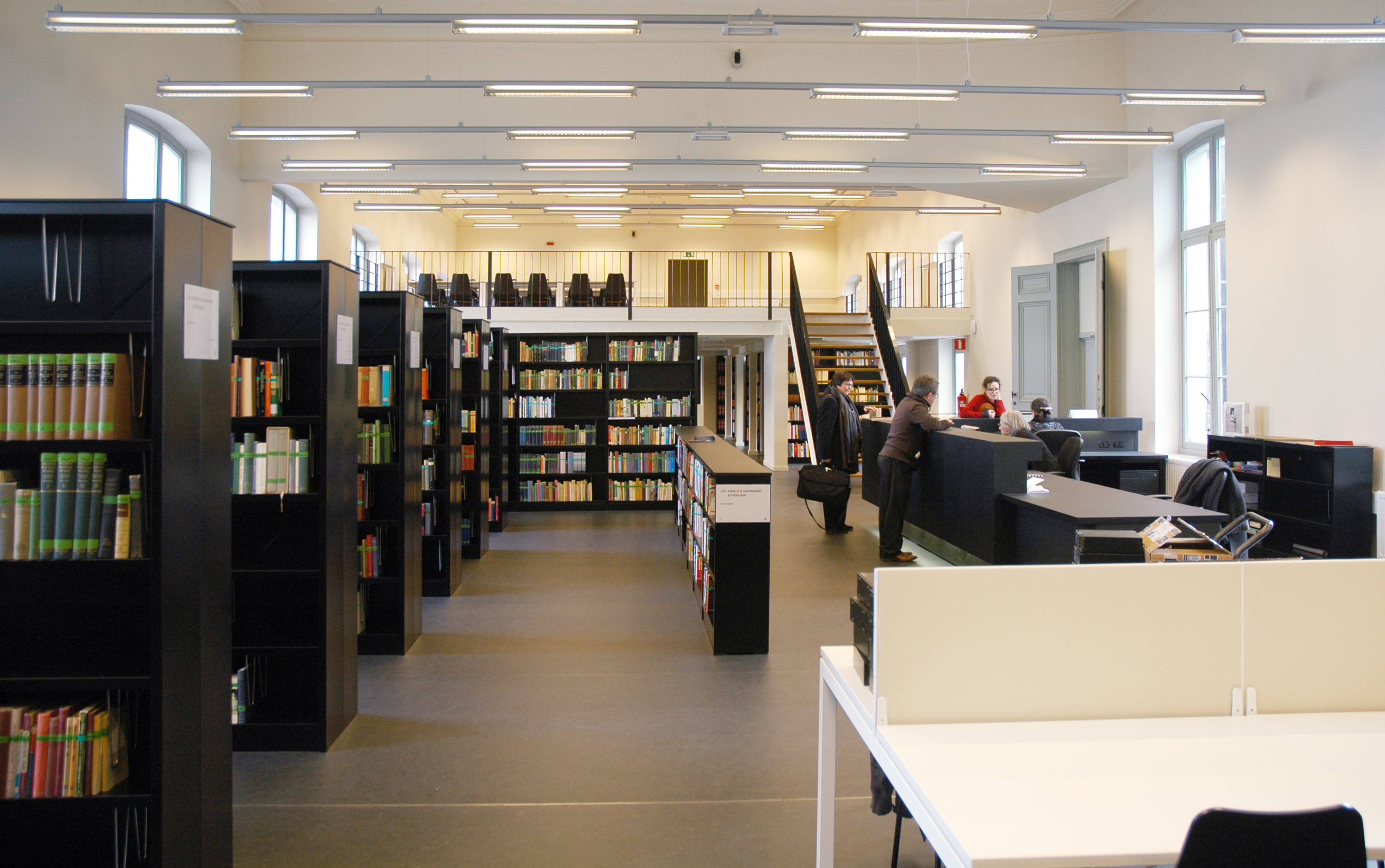
De eerste fase van de nieuwe, gecentraliseerde faculteitsbibliotheek in het Roziergebouw werd in februari 2012 geopend

### Renovatie
Sinds 2009 wordt er gewerkt aan een centrale faculteitsbibliotheek voor de faculteit Letteren en Wijsbegeerte. Voor 2012 waren er 48 verschillende vakgroepbibliotheken verspreid over 222 verschillende locaties op en rond de Blandijn. De faculteit wil haar nieuwe gecentraliseerde bibliotheek tegen 2014 in één gebouw onderbrengen, namelijk in de Rozier, rechttegenover de Universiteitsbibliotheek. De plannen kaderen in het facultaire masterplan dat in 2004 werd goedgekeurd door het bestuurscollege.

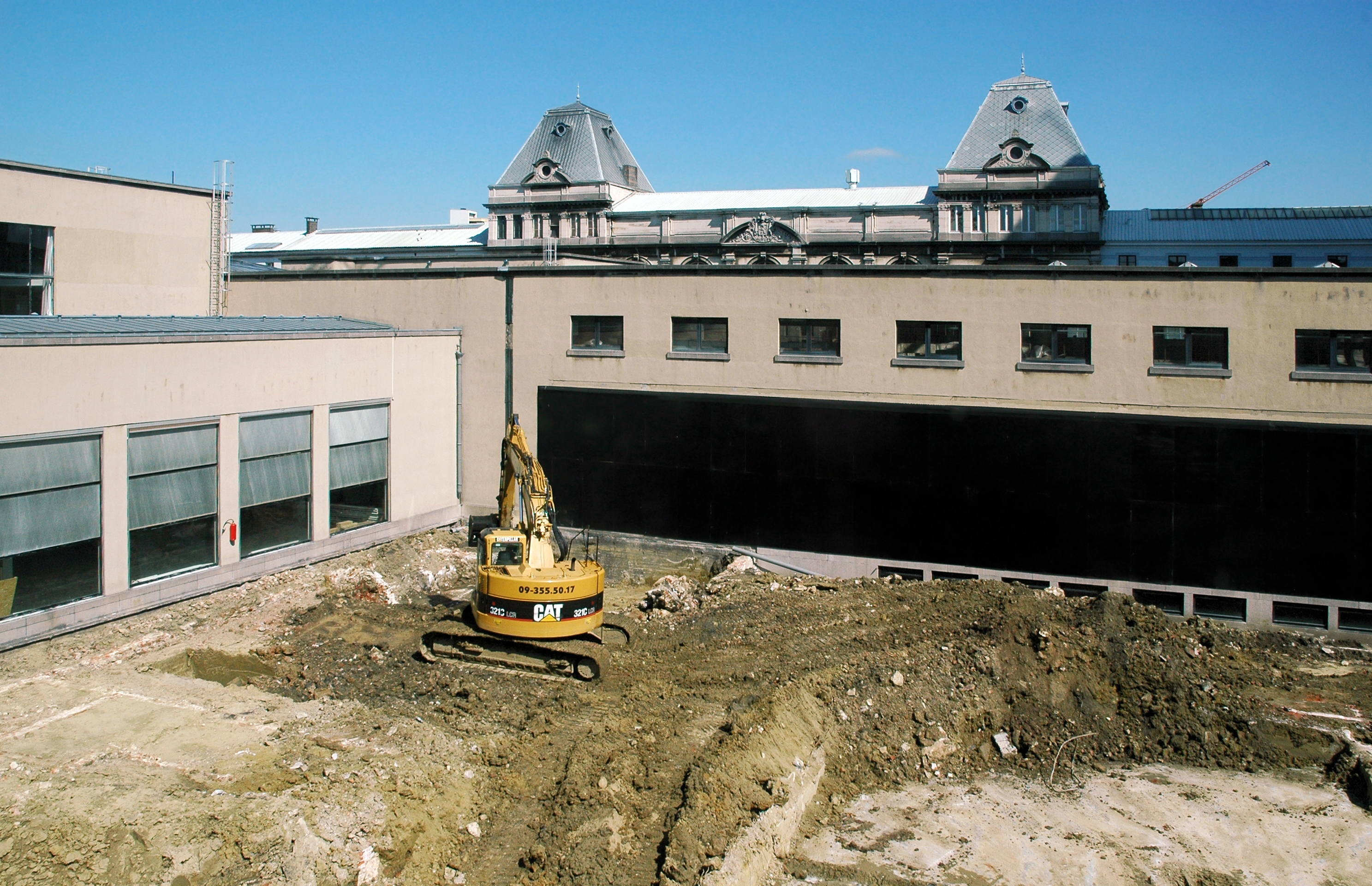
Graafwerken in de binnentuin tussen de bibliotheek en de Blandijn in mei 2012

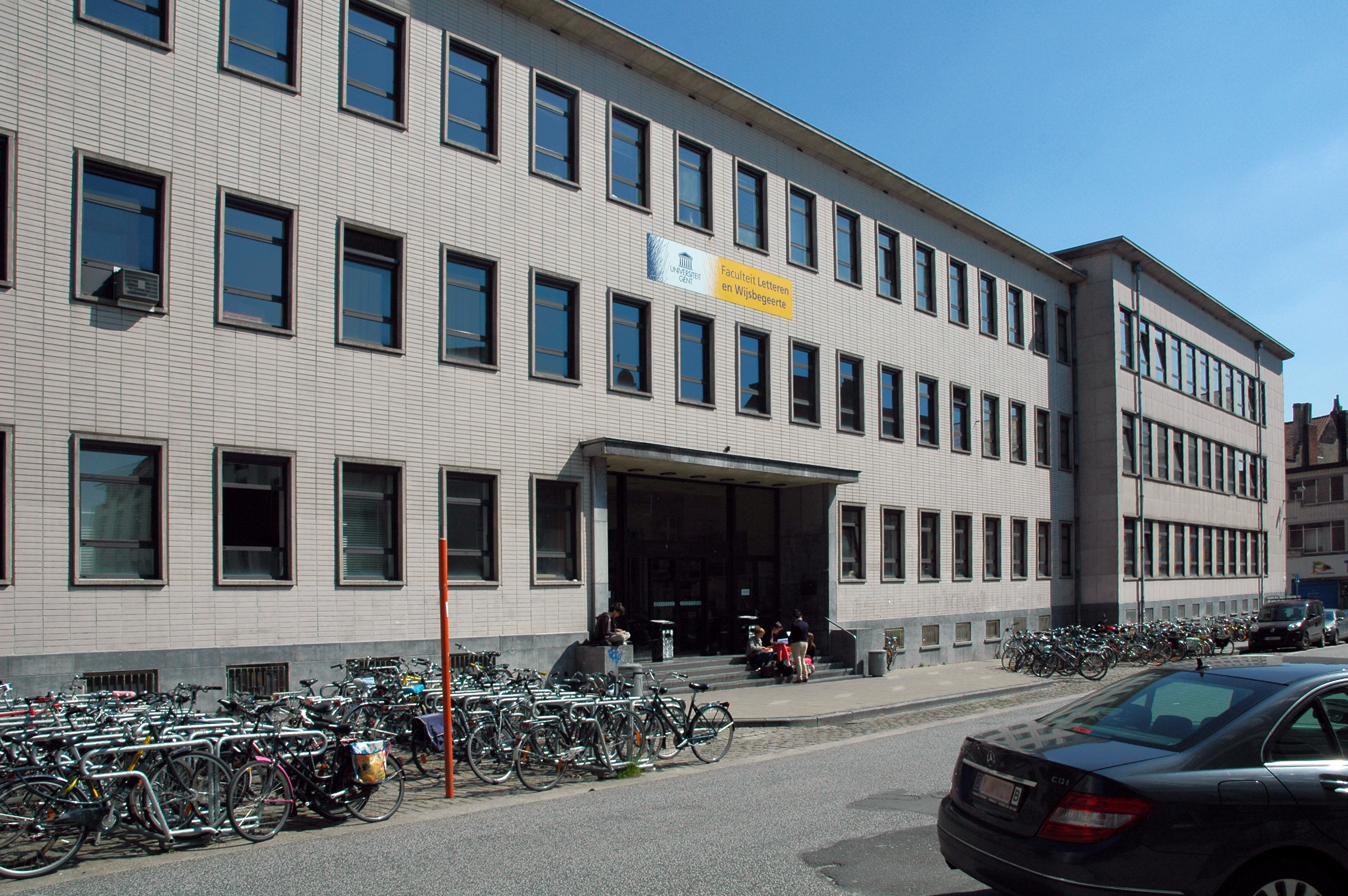
De "trappen van de Blandijn", de overluifelde hoofdingang van het gebouw, geven uit op de straat Blandijnberg

In 2009 is men begonnen met de renovatie van dat gebouw. In januari 2012 is de verhuizing van negen voormalige vakgroepbibliotheken naar hun nieuwe locatie in het Roziergebouw begonnen. Dat gedeelte van de collectie betreft zo'n 180.000 werken en 227 lopende tijdschriften. In februari 2012 opende de eerste fase van de bibliotheek in vleugel Magnel, waar alle collecties van de vakgroep letterkunde al in ondergebracht zijn, met uitzondering van Grieks en Latijn. De bibliotheek was toegankelijk voor studenten en medewerkers vanaf 13 februari, maar werd officieel en feestelijk geopend op 17 februari. Op 10 februari 2014, twee jaar na de opening van de eerste fase, was ook de tweede fase afgerond. In vleugel Loveling staan vanaf dan de collecties wijsbegeerte, geschiedenis en kunstwetenschappen. Op 28 februari 2014 werd ook deze vleugel officieel en feestelijk geopend. De afronding van de derde fase, waarbij alle resterende collecties naar het Roziergebouw verhuizen, is voorzien voor 2018.
Tegelijkertijd wordt de Boekentoren, waar de centrale universiteitsbibliotheek gevestigd is, grondig gerenoveerd. De binnentuin tussen de bibliotheek, de Blandijn en de twee pc-knooppunten zal ondergraven worden, zodat er tegen 2013 drie ondergrondse verdiepingen beschikbaar zullen zijn om de boekencollectie van de Boekentoren naar te verhuizen. De toren zelf wordt tegen 2016 van binnen en buiten gerenoveerd.

## Trappen van de Blandijn
De trappen van de Blandijn aan de overdekte hoofdingang, ook wel de "TraBla" genoemd, staan bekend als verzamelpunt voor studenten. Ze liggen centraal en geven uit op een rustige straat. Doordat er grote auditoria in het gebouwencomplex zijn, is de Blandijn bovendien de locatie van veel lezingen en debatten. De trappen van de Blandijn zijn ook de plaats waar talloze betogingen plaatsvonden en soms ook uit de hand liepen. In de late jaren 60 en de 70 leverden enkele hevige studentenprotesten de Blandijn de bijnaam "het Cuba van Gent" op. Ook nu nog verzamelen studenten meestal op de Blandijn voor betogingen of andere acties.